# 高波善行
高波　善行（たかなみ よしゆき、1966年6月27日 - ）は、富山県出身の日本の柔道家。現役時代は78kg級の選手。身長176cm。得意技は内股。
現在は母校・小杉高校柔道部の監督を務めている。

## 来歴
小杉高校2年の時にインターハイ団体戦で3位となった。東海大学に進学すると、2年の時には全日本新人体重別78kg級で優勝した。3年の時には全日本学生柔道優勝大会で78kg級の選手ながらチームの優勝に貢献した。1989年には東海大学大学院に進んだ。1990年にはドイツ国際で優勝すると、選抜体重別でも明治大学の吉田秀彦を内股で破って優勝を成し遂げた。しかし、アジア大会では3位に終わった。1991年には綜合警備保障所属となると、選抜体重別で優勝するが、世界選手権代表には国際大会での実績で上回る吉田が選ばれた。アジア選手権では2位にとどまった。1992年には講道館杯で優勝するが、選抜体重別では準決勝で警視庁の持田達人に敗れて3位に終わり、バルセロナオリンピック代表にはなれなかった。嘉納杯では決勝で持田に敗れて2位だった。1993年には富山県教育委員会所属となると、講道館杯では2連覇を達成した。また、柔道以外にサンボにも取り組んで、1989年の全日本選手権では82kg級で優勝を飾った。

## 戦績
- 1983年 -　インターハイ　団体戦　3位
- 1986年 -　全日本学生柔道優勝大会　2位
- 1986年 -　全日本新人体重別　優勝
- 1987年 -　全日本学生柔道優勝大会　優勝
- 1987年 -　選抜体重別　3位
- 1988年 -　講道館杯　3位
- 1988年 -　全日本学生柔道優勝大会　3位
- 1989年 -　講道館杯　3位
- 1989年 -　選抜体重別　3位
- 1989年 -　韓国国際　3位
- 1990年 -　ドイツ国際　優勝
- 1990年 -　講道館杯　3位
- 1990年 -　選抜体重別　優勝
- 1990年　-　アジア大会　3位
- 1991年 -　選抜体重別　優勝
- 1991年 -　韓国国際　3位
- 1991年　-　アジア選手権　2位
- 1992年 -　講道館杯　優勝
- 1992年 -　選抜体重別　3位
- 1992年 -　嘉納杯　2位
- 1993年 -　ドイツ国際　3位
- 1993年 -　講道館杯　優勝

(出典、JudoInside.com)